# Helene Beer

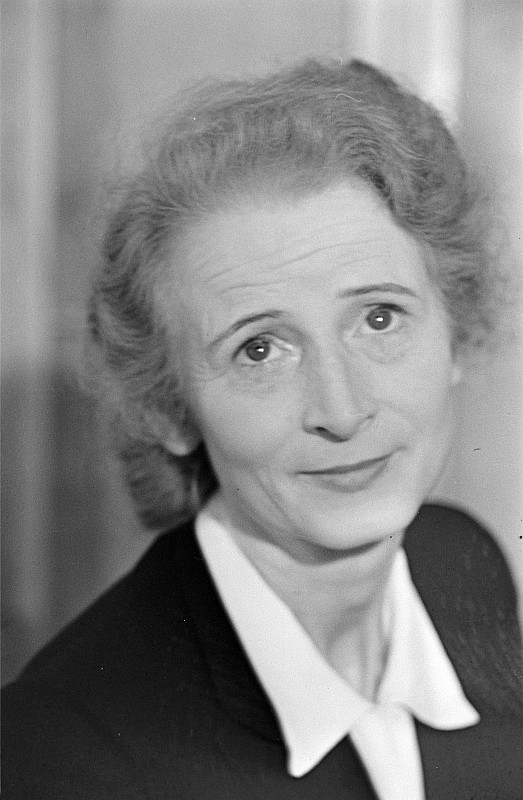
Helene Beer (1946)

Helene Beer (* 6. Dezember 1895 in Berlin als Helene Bertha Franziska Mohrhardt; † nach 1965) war eine deutsche Politikerin (LDP). Sie war von 1947 bis 1949 stellvertretende Vorsitzende des Demokratischen Frauenbundes Deutschland (DFD) und von 1948 bis 1949 Abgeordnete des Deutschen Volksrates der Sowjetischen Besatzungszone.

## Leben
Nach dem Zweiten Weltkrieg wurde Helene Beer im Juni 1945 Mitglied der Liberaldemokratischen Partei Deutschlands (LDP). Sie gehörte am 23. August 1945 zu den Gründern des Zentralen Frauenausschusses beim Magistrat von Groß-Berlin und war neben Elli Schmidt, Toni Wohlgemuth und Hildegard Staehle gleichberechtigte Vorsitzende des Ausschusses. Als Leiterin der Abteilung Frauen des LDP-Landesvorstandes Berlin wurde sie im Januar 1946 in den damaligen Hauptausschuss der LDP gewählt.
Nachdem am 13. und 14. Juli 1946 die 1. Delegiertenkonferenz der antifaschistischen Frauenausschüsse in Berlin die Bildung eines paritätisch zusammengesetzten Zentralen Frauenausschusses der Sowjetischen Besatzungszone beschlossen hatte, wurde sie am 29. Juli 1946 mit Käthe Kern, Margarete Ehlert und Anne-Marie Durand-Wever als gleichberechtigte Vorsitzende gewählt. Im Dezember 1946 war sie Teilnehmerin einer Arbeitstagung in Berlin, die ein „Vorbereitendes Komitee zur Schaffung einer Frauenorganisation“ bildete. Im Januar 1947 wurde sie von diesem Komitee zur Vorsitzenden der Programmkommission berufen.
Auf dem Gründungskongress des DFD im März 1947 im Berliner Admiralspalast wurde sie zur stellvertretenden Vorsitzenden des DFD gewählt und auf dem 2. Bundeskongress des DFD im Mai 1948 in dieser Funktion bestätigt.
Auf dem 2. Volkskongress, der am 17. und 18. März 1948 in Berlin stattfand, wurde sie zum Mitglied des 1. Volksrates der SBZ gewählt und gehörte dem Verfassungsausschuss des Volksrates an.
Bei der Neubesetzung des Bezirksamtes in Berlin-Treptow am 17. Dezember 1948 wurde sie zur Bezirksrätin für Ernährung gewählt. Auf Grund von Denunziationen trat sie zwei Jahre später zurück. Sie lebte in West-Berlin.